# Championnats de Belgique d'athlétisme 1965
Les Championnats de Belgique d'athlétisme 1965 toutes catégories pour hommes et femmes se sont déroulés les 7 et 8 août 1965 au stade du Heysel à Bruxelles.

## Résultats
| Hommes                    | Prestation    | Catégorie         | Femmes                 | Prestation   |
| ------------------------- | ------------- | ----------------- | ---------------------- | ------------ |
| Ignace Van der Cam        | 10 s 6        | 100 m             | Monique Vanherck       | 12 s 7       |
| Paul Poels                | 21 s 7        | 200 m             | Annie-Paule Knipping   | 26 s 1       |
| Willy Vandenwijngaerden   | 47 s 8        | 400 m             | Annie-Paule Knipping   | 60 s 5       |
| Willy Mertens             | 1 min 52 s 2  | 800 m             | Anne-Marie Deffernez   | 2 min 20 s 0 |
| Eugène Allonsius          | 3 min 44 s 5  | 1 500 m           | -                      | -            |
| Eugène Allonsius          | 14 min 06 s 8 | 5 000 m           | -                      | -            |
| Gaston Roelants           | 28 min 24 s 0 | 10 000 m          | -                      | -            |
| -                         | -             | 80 m haies        | Roswitha Emonts-Gast   | 11 s 9       |
| Luc Legros                | 15 s 1        | 110 m haies       | -                      | -            |
| Francois Van Cauwenberghe | 54 s 0        | 400 m haies       | -                      | -            |
| Gaston Roelants           | 8 min 26 s 4  | 3 000 m steeple   | -                      | -            |
| Freddy Herbrand           | 1,95 m        | Saut en hauteur   | Rita Vanherck          | 1,60 m       |
| Paul Coppejans            | 4,46 m        | Saut à la perche  | -                      | -            |
| Yves Theisen              | 7,23 m        | Saut en longueur  | Rose-Marie De Bruycker | 5,59 m       |
| Freddy Herbrand           | 14,26 m       | Triple saut       | -                      | -            |
| Bertrand De Decker        | 16,51 m       | Lancer du poids   | Simone Saenen          | 12,61 m      |
| Edouard Szostak           | 47,80 m       | Lancer du disque  | Simone Saenen          | 42,84 m      |
| Guy Van Zeune             | 66,92 m       | Lancer du javelot | Ghislaine D'Hollander  | 41,40 m      |
| Marcel Hertogs            | 52,56 m       | Lancer du marteau | -                      | -            |

## Sources
- Ligue Belge Francophone d'Athlétisme